# جون ك. شو
جون ك. شو (بالإنجليزية: John Shaw)‏ هو لاعب شطرنج بريطاني، ولد في 16 أكتوبر 1968 في Irvine, North Ayrshire ‏ في المملكة المتحدة.

## وصلات خارجية
- جون ك. شو على موقع الاتحاد الدولي للشطرنج (الإنجليزية)
- جون ك. شو على موقع مباريات الشطرنج (الإنجليزية)
- جون ك. شو على موقع 365Chess.com (الإنجليزية)
- جون ك. شو على موقع Chesstempo.com (الإنجليزية)
- جون ك. شو سجل أولمبياد الشطرنج على موقع OlimpBase.org (الإنجليزية)